# Parafia św. Michała Archanioła w Żytkiejmach
Parafia świętego Michała Archanioła w Żytkiejmach – parafia rzymskokatolicka, znajdująca się w diecezji ełckiej, w dekanacie Filipów.